# SSD FC Trapani 1905
Società Sportiva Dilettantistica Football Club Trapani 1905, zkráceně jen Trapani je italský fotbalový klub hrající v sezóně 2023/24 ve třetí lize, sídlící ve městě Trapani v regionu Sicílie. 

## Změny názvu klubu
- 1904/05 – 1929/30 – US Trapanese (Unione Sportiva Trapanese)
- 1930/31 – 1935/36 – SC Juventus (Sport Club Juventus)
- 1936/37 – 1938/39 – US Trapani (Unione Sportiva Trapani)
- 1939/40 – 1944/45 – SS Juventus (Società Sportiva Juventus)
- 1945/46 – AS Trapani (Associazione Sportiva Trapani)
- 1946/47 – 1951/52 – AS Drepanum (Associazione Sportiva Drepanum)
- 1952/53 – 1989/90 – AS Trapani (Associazione Sportiva Trapani)
- 1990/91 – 2001/02 – Trapani Calcio (Trapani Calcio)
- 2002/03 – 2004/05 – AS Trapani (Associazione Sportiva Trapani)
- 2005/06 – 2009/10 – ASD Trapani Calcio (Associazione Sportiva Dilettantistica Trapani Calcio)
- 2010/11 – 2020/21 – Trapani Calcio (Trapani Calcio)
- 2021/22 – SSD FC Trapani 1905 (Società Sportiva Dilettantistica Football Club Trapani 1905)

## Získané trofeje

### Vyhrané domácí soutěže
- 3. italská liga (1×)

2012/13
- 4. italská liga (4×)

1931/32, 1971/72, 1993/94, 2023/24

## Historie
Klub byl založen 2. dubna 1905 jako Unione Sportiva Trapanese. Byl to po městech Palerma a Messiny teprve třetí město na Sicílii. Až do roku 1920 se ve městě fotbal nehrál. Klub byl založen jen kvůli atletice a gymnastice. Klub na sezonu 1921/22 byl přihlášen do nejvyšší ligy. Z deseti zápasů nevybojoval ani bod, a tak skončila jediná sezona v historii klubu v nejvyšší ligy.
Finanční bankrot nastal po sezoně 1989/90, když se už nedalo udržet chod klubu, který byl už zadlužen od roku 1986. Nový klub Trapani Calcio byl založen 22. června 1990 podnikatelem Andrea Bulgarella. Začínají hrát regionální ligu. Další bankrot přišel 10. února 2002 když byl klub vyloučen během sezony 2001/02. V létě roku 2002 je založen nový klub Associazione Sportiva Trapani hrající v Serii D.
Do sezony 2012/13 klub hraje maximálně ve třetí lize. Až v sezoně 2013/14 hraje poprvé ve druhé lize. Největší úspěch je hraní ve druhé lize. A to v sezonách 2013/14 až 2016/17 a 2019/20. Nejlepší umístění je 3. místo v sezoně 2015/16.
Do sezony 2020/21 nastoupil do třetí ligy, ale po změně vlastnictví z Alivision na Alba Minerali klub vůbec nenastoupilo do utkání a tak byla vyloučena z ligy. Dne 22. prosince 2020 vyhlásil klub bankrot.
Fotbal se do města vrátil 30. července 2021, když se klub ASD Dattilo 1980, hrající 4. ligu přejmenoval na Società Sportiva Dilettantistica Football Club Trapani 1905. Změna majitele přišla před sezonou 2022/23, když jej koupil podnikatel Marco La Rosa, který jej v dubnu 2023 prodal římskému podnikateli Valeriovi Antoninimu. Tým skončil na 3. místě. Sezonu 2023/24 vyhrál svou skupinu a slavil tak postup do 3. ligy.

## Účast v ligách
| Úroveň soutěže | Název soutěže (nynější název) | První hraná sezona | Poslední hraná sezona | celkem odehraných sezon |
| -------------- | ----------------------------- | ------------------ | --------------------- | ----------------------- |
| 1              | Serie A                       | 1921/22            | 1921/22               | 1                       |
| 2              | Serie B                       | 2013/14            | 2019/20               | 5                       |
| 3              | Serie C                       | 1932/33            | 2024/25               | 34                      |
| 4              | Serie D                       | 1950/51            | 2023/24               | 24                      |
| 5              | Eccellenza                    | 1979/80            | 2009/10               | 15                      |

## Fotbalisté

### Známí hráči v klubu
- Jonathan Biabiany – (2019/20) reprezentant
- Mattia Caldara – (2014/15) reprezentant  medailista z ME 21 2017
- Marco Materazzi – (1994/95) reprezentant  medailista z MS 2006